# Spectrum (rachetă)
Spectrum este un vehicul de lansare spațială în curs de dezvoltare de către compania spațială bavareză Isar Aerospace, fiind destinat lansării unor sateliți modulari. Un prim zbor a fost programat pentru 2021.

## Date de construcție
Spectrum este planificată a fi o rachetă cu propulsie în două etape, ce ar putea transporta până la 1000 kg sarcină utilă pe orbita joasă a pământului și 700 kg pe orbite heliocentrice. Urmează să aibă 27 m lungime și 2 m în diametru. Sunt oferite două carenaje cu sarcină utilă de dimensiuni diferite.
Prima etapă constă din nouă unități de propulsie lichidă numite „Aquila” cu o forță de propulsie totală de 675 kN. Ar trebui să aibă capacitatea de a se autoregla, adică cel puțin un motor se poate defecta fără a pune în pericol scopul misiunii. A doua etapă de propulsie se bazează pe o versiune de vid a motorului, cu o forță de propulsie de 94 kN și capacitate de aprindere planificată multiplă. Acesta din urmă permite manevre complexe de orbită. Motoarele se bazează pe arderea unor hidrocarburi cu oxigen lichid, ceea ce va reduce drastic poluarea mediului (relativ la alte rachete utilizate în prezent).

## Producător
Isar Aerospace a fost fondată în martie 2018 de către inginerii spațiali Daniel Metzler, Markus Brandl și Josef Peter Fleischmann. Compania își are sediul în Gilching, lângă München. Membrii fondatori au activat anterior în cadrul Grupului de lucru științific pentru tehnologia rachetelor și călătoriile spațiale (WARR), un grup de studenți de la Universitatea Tehnică din München care a dezvoltat deja sisteme proprii de propulsie și o rachetă suborbitală. Isar Aerospace este susținut de programul ESA de finanțare de startup-ului.
Producătorul Viessmann și capitalul de risc UVC Partners (o companie formată din doi foști angajați ai companiei spațiale SpaceX) au participat la o primă rundă de finanțare în vara anului 2018.
În aprilie 2019, Isar Aerospace avea în jur de 20 de angajați.

## Lansări planificate
La începutul anului 2019, Universitatea Ludwig Maximilians din München a anunțat dezvoltarea unui satelit de cercetare care va fi lansat în 2026 cu ajutorul unei rachete Spectrum. Norvegia și Suedia sunt evaluate drept posibile țări pentru amplasarea aerodromului de lansare.